# Shirataki

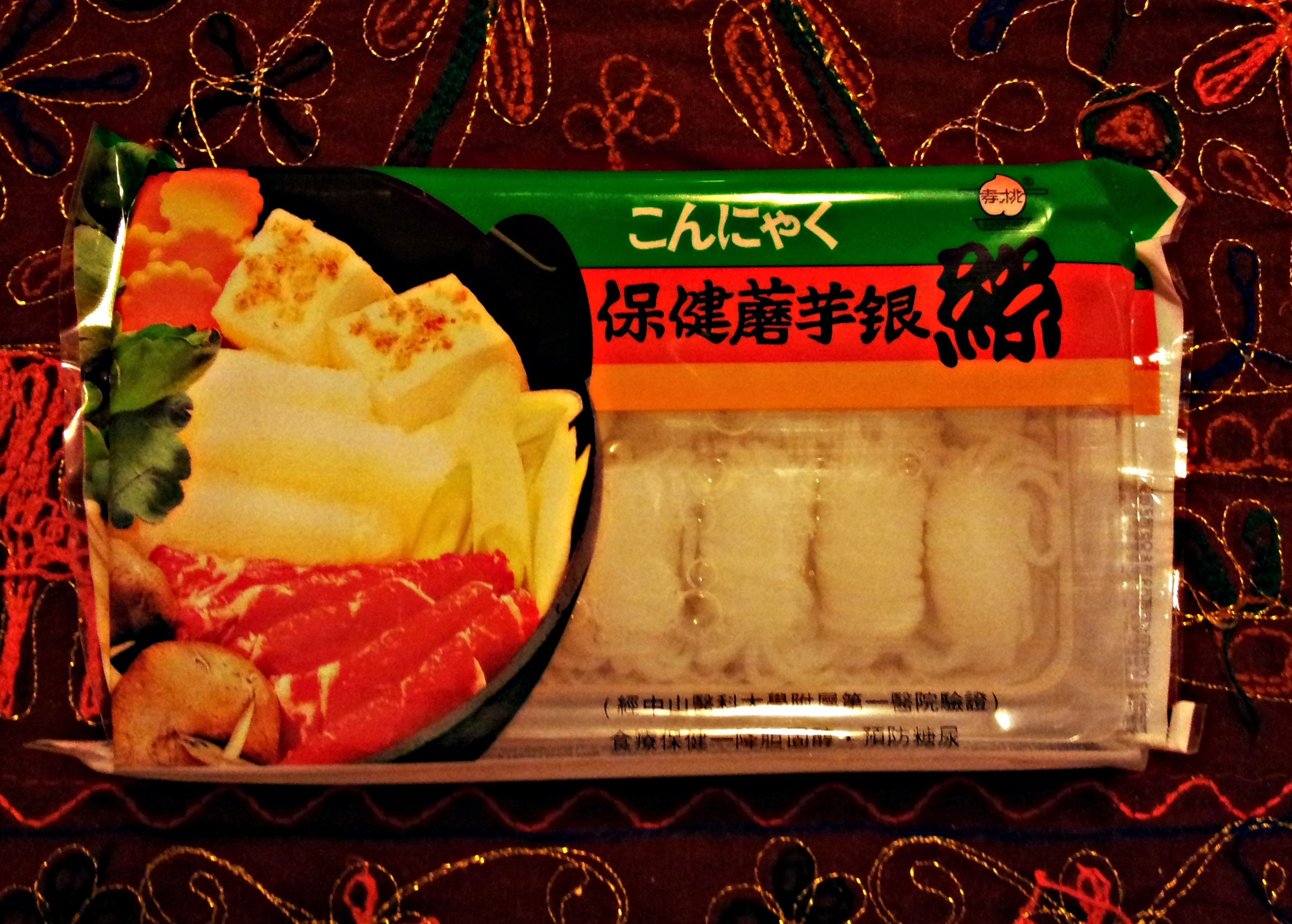
Spaghetti shirataki confezionati

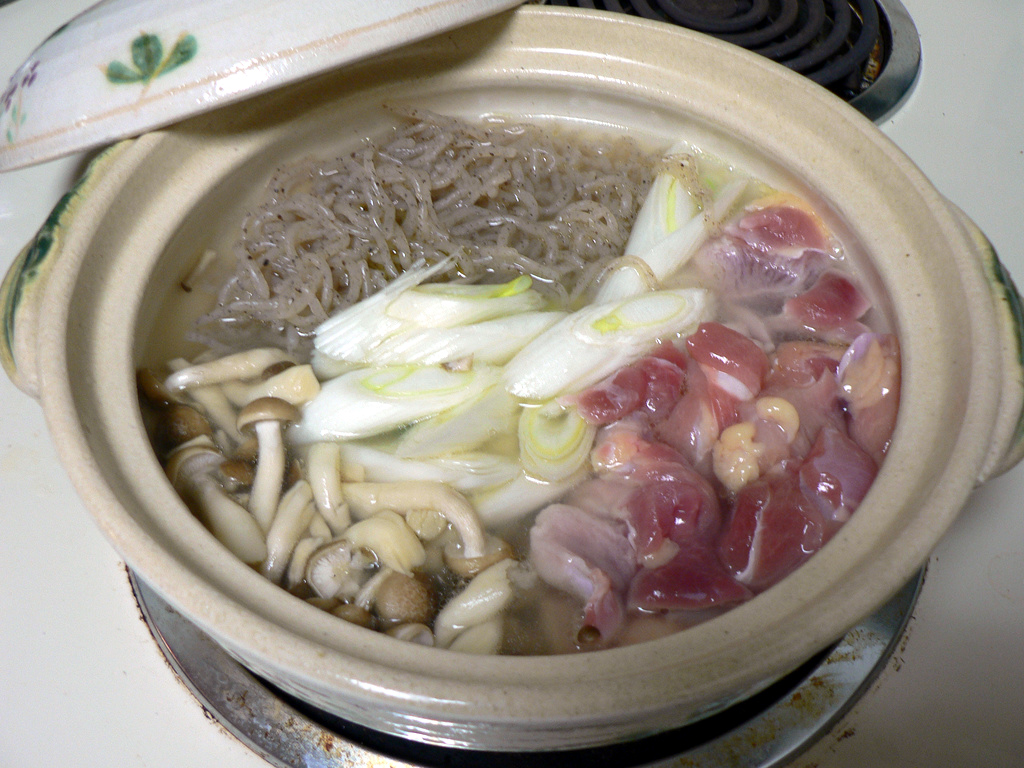
Shirataki con altri ingredienti

Gli shirataki (in giapponese 白滝, in inglese shirataki noodles) sono un tipo di spaghetti ricavati dalla radice del konjac, pianta nativa della zona subtropicale temperata asiatica.

## Caratteristiche
Hanno un basso contenuto di carboidrati e sono quindi particolarmente indicati in tutte le diete basate su un apporto limitato di carboidrati nonché adatti all'alimentazione dei diabetici. Sono anche poveri degli altri macronutrienti e questo determina un apporto specifico di calorie molto basso se confrontato alla pasta di grano. 
Sono composti per la maggior parte da acqua e glucomannano. Il termine "shirataki", che descrive l'aspetto degli spaghetti, significa "cascata bianca".

## Commercializzazione
Si possono trovare, nei generi alimentari asiatici e in alcuni supermercati, in forma umida (confezionati in vaschette contenenti acqua) e in forma secca.